# 白俄罗斯社会民主党（人民大会）
白俄罗斯社会民主党（人民大会）（羅馬化：Bielaruskaja Sacyjal-Demakratyčnaja Partyja (Narodnaja Hramada，羅馬化：Belorusskaya sotsial-demokraticheskaya partiya (Narodnaya Gramada)）是白俄罗斯的一个未注册的社会民主主义政党，成立于1996年6月29日，由白俄罗斯社会民主大会和人民协议党合并而成。2005年2月19日，该党失去注册政党资格。该党反对亚历山大·卢卡申科政权。该党是社会党国际的正式成员和欧洲社会党的观察员。